# روس ورنر
روس ورنر (3 أكتوبر 1989 في المملكة المتحدة - ) (بالإنجليزية: Ross Worner)‏ هو لاعب كرة قدم بريطاني في مركز حراسة المرمى. لعب مع إيستبورن بوروه وتشارلتون أثلتيك ونادي فارنبوروه ونادي وكينغ وساتون يونايتد وإيه أف سي ويمبلدون ونادي ألدرشوت تاون وWestfield F.C. (Surrey) ‏.

## وصلات خارجية
- روس ورنر على موقع قاعدة بيانات كرة القدم.إي يو (الإنجليزية)
- روس ورنر على موقع Soccerbase.com (لاعب) (الإنجليزية)
- روس ورنر على موقع Soccerway.com (الإنجليزية)